# Савська Вес
46°22′ пн. ш. 16°25′ сх. д. / 46.37° пн. ш. 16.42° сх. д.
Савська Вес (хорв. Savska Ves) — населений пункт у Хорватії, в Меджимурській жупанії у складі міста Чаковець.

## Населення
Населення за даними перепису 2011 року становило 1217 осіб.
Динаміка чисельності населення поселення:

## Клімат
Середня річна температура становить 10,23 °C, середня максимальна – 24,80 °C, а середня мінімальна – -6,56 °C. Середня річна кількість опадів – 826 мм.
| Клімат поселення                              | Клімат поселення | Клімат поселення | Клімат поселення | Клімат поселення | Клімат поселення | Клімат поселення | Клімат поселення | Клімат поселення | Клімат поселення | Клімат поселення | Клімат поселення | Клімат поселення | Клімат поселення |
| Показник                                      | Січ.             | Лют.             | Бер.             | Квіт.            | Трав.            | Черв.            | Лип.             | Серп.            | Вер.             | Жовт.            | Лист.            | Груд.            |                  |
| Середній максимум, °C                         | 5,34             | 7,38             | 11,93            | 16,35            | 21,73            | 24,80            | 24,29            | 23,68            | 19,50            | 14,25            | 8,47             | 4,77             |                  |
| Середня температура, °C                       | −0,61            | 1,44             | 6,01             | 10,40            | 15,78            | 18,84            | 20,28            | 19,66            | 15,52            | 10,24            | 4,46             | 0,76             |                  |
| Середній мінімум, °C                          | −6,56            | −4,49            | 0,04             | 4,45             | 9,83             | 12,91            | 16,28            | 15,66            | 11,48            | 6,23             | 0,44             | −3,25            |                  |
| Норма опадів, мм                              | 40               | 42               | 53               | 63               | 71               | 95               | 87               | 89               | 81               | 75               | 75               | 55               |                  |
| Середньомісячна швидкість вітру, м/с          | 2.00             | 2.22             | 2.60             | 2.60             | 2.40             | 2.19             | 2.10             | 1.90             | 1.90             | 1.90             | 2.09             | 2.09             |                  |
| Середньомісячна сонячна радіація, кДж/м²·день | 4007             | 6746             | 10536            | 14988            | 19004            | 20818            | 21355            | 18655            | 13810            | 8627             | 4466             | 3243             |                  |
| --------------------------------------------- | ---------------- | ---------------- | ---------------- | ---------------- | ---------------- | ---------------- | ---------------- | ---------------- | ---------------- | ---------------- | ---------------- | ---------------- | ---------------- |
| Джерело:                                      |                  |                  |                  |                  |                  |                  |                  |                  |                  |                  |                  |                  |                  |